# Tatankacephalus
Tatankacephalus é um gênero de dinossauro do Cretáceo Inferior da Formação Cloverly, Montana. Há uma única espécie descrita para o gênero Tatankacephalus cooneyorum.